# 진준 (고려)
진준(陳俊, ? ~ 1179년)은 고려의 무신이다. 본관은 여양(驪陽).

## 생애
진준은 여양현(呂陽縣 : 지금의 충청남도 홍성군 장곡면) 사람으로, 용력(勇力)이 있었다. 병졸이었으나, 공로를 쌓아 위장군(衛將軍)에 임명되어 북계(北界)를 수비하였다.
1172년(명종 2) 동북면병마사 행영중군병마사(東北面兵馬使行營中軍兵馬使)가 되었다. 전례(例)에 변방의 장수가 쓰지 못하도록 되어 있는 정각복두(正角幞頭)를 쓰다가 지병마사(知兵馬事) 양승용(梁升庸)의 탄핵을 받아 파면되었으나, 다시 대장군에 기용(起用)되었다.
1170년과 1173년의 무신정변 당시 진준 덕분에 화를 면했던 문신(文臣)들이 많았다. 당시 사람들이 말하기를, “음덕(陰德)이 있으니 뒷날 반드시 번창할 것이다.”라고 하였는데, 그의 손자 진식(陳湜)·진화(陳澕)·진온(陳溫)이 모두 과거에 급제하여 문장으로 이름을 날렸다. 진식은 관직이 어사대부(御史大夫)까지 이르렀고, 진화는 직한림원(直翰林院)으로 선발되어 우사간 지제고(右司諫 知制誥)를 지냈으며 지공주사(知公州事)에 이르렀다.
고려 명종(明宗) 때 여러 차례 승진하여 1174년 지추밀원사(知樞密院事)로서 조위총을 난을 진압하여 참지정사(參知政事)가 되었다. 1175년 병부상서에 이어 판병부사(判兵部事)로 승진되었으며, 1179년(명종 9)에 죽었다. 성품이 소박하고 정직하여 당시에 많은 칭송을 받았고, 왕도 그의 인품을 소중하게 여겼다.

## 가족
손자 진식(陳湜)·진화(陳澕)·진온(陳溫)

## 진준이 등장한 작품
- 《무인시대》(KBS, 2003년~2004년, 배우:김효원)